# (36620) 2000 QM151
2000 QM151 (asteroide 36620) é um asteroide da cintura principal. Possui uma excentricidade de 0.24513110 e uma inclinação de 5.41474º.
Este asteroide foi descoberto no dia 25 de agosto de 2000 por LINEAR em Socorro.